# Abazu
Abazu (accadi: 𒀊𒀀𒍪, Ab-a-zu) va ser un antic rei d'Assíria que apareix a la Llista dels reis com el tretzè entre els «disset reis que vivien en tendes» segons les Cròniques Mesopotàmiques. Va serel successor de Nuabu i el va succeir Belu. Fora d'això no se'n sap res més del seu regnat.